# Droogdal van Kunrade
Het Droogdal van Kunrade is een droogdal in Nederlands Zuid-Limburg in de gemeente Voerendaal. Het dal ligt ten zuidoosten van Kunrade en in het dal ligt buurtschap Kunderberg. Door het dal lopen onder andere de wegen Kunderberg en Kersboomkensweg. Direct ten noorden van de monding ligt de snelweg A79.
Het dal strekt zich uit van Kunrade in het noorden tot aan Ubachsberg in het zuiden en heeft een lengte van ongeveer 2,5 kilometer. Naar het westen wordt het droogdal begrensd door de heuvel van de Bergseweg en naar het oosten door de Kunderberg, Daalsberg en de Geulkerberg.

## Geologie
Het droogdal ligt aan de noordzijde van het Plateau van Ubachsberg waar het vanaf het zuiden naar het noorden steeds dieper insnijdt. Aan de monding bij Kunrade is het dal 40 meter diep. Direct ten noorden van de monding wordt de hoogte van het plateau begrensd door de Kunraderbreuk.
Het gebied kenmerkt zich door de ontsluitingen van Kunrader kalksteen dat hier dicht aan het oppervlak ligt. Bij de monding van het dal ligt de typelocatie van deze kalksteen in de Groeve Kunderberg. Oorspronkelijk moet op de plaats van de groeve de kalksteen als gevolg van natuurlijke processen hebben gedagzoomd.